# قمه‌زنی

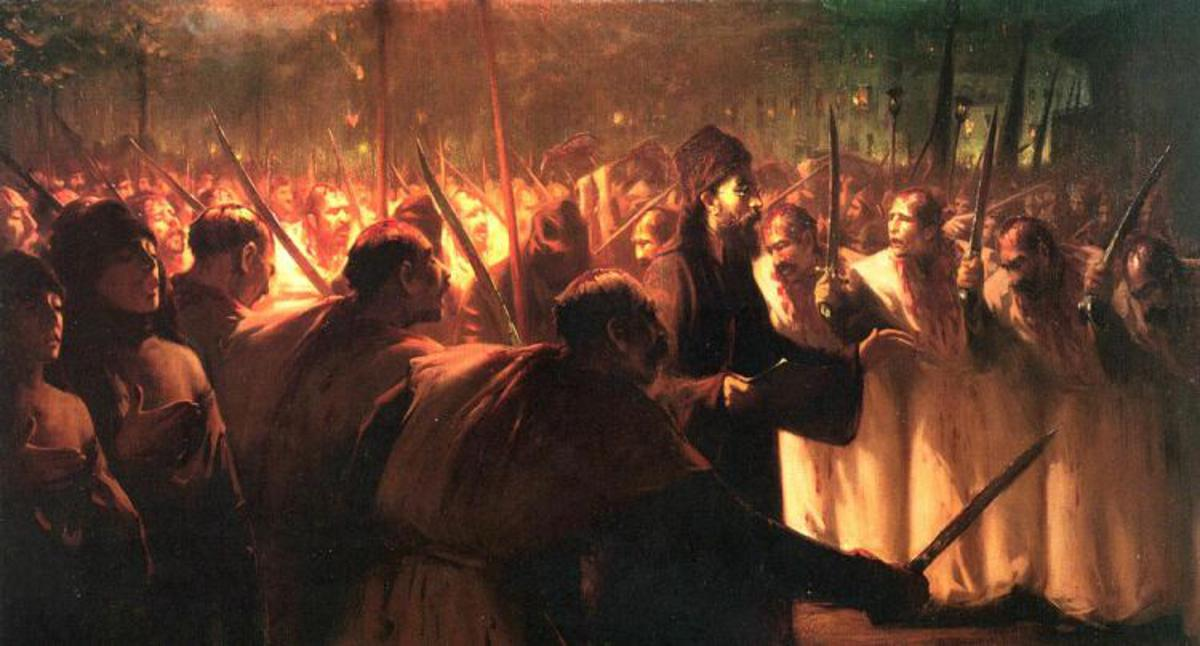
هیئت قمه‌زنان استانبول در ۱۰ مُحرم اثر فائوستو زونارو.

قمه‌زنی (تطبیر) نوعی مراسمی مذهبی است که در میان برخی شیعیان رواج دارد و طی آن افراد با ضربه زدن توسط آلت برنده‌ای (قمه) بر سر خود باعث ایجاد جراحت و خونریزی در آن می‌شود.
این نوع عزاداری در میان گروهی از شیعیان در مراسم عزاداری ماه محرم با هدف مواسات و ابراز علاقه و ارادت نسبت به حسین بن علی و همچنین تقویت خوی شجاعت و اعلام جهاد در راه اعتقادات انجام می‌شود. معمولاً شرکت کنندگان در این مراسم در صبح روز عاشورا با پوشیدن کفن به انجام این عمل مبادرت می‌کنند. این عمل گاهی بر کودکان نیز انجام می‌شود.

انجام این عمل از دیرباز موجب بحث میان علمای شیعه بوده است؛ برخی از علما اجازه انجام این عمل را داده‌اند و برخی دیگر آن را موجب وهن اسلام دانسته و تحریم کرده‌اند. محمدصادق روحانی قمه‌زنی را نه تنها مجاز، بلکه از شعائر و مستحسن می‌داند. خمینی آن را در صورتی که موجب ضرر نباشد، بدون مانع می‌دانست. سید علی خامنه‌ای، ناصر مکارم شیرازی، محمد فاضل لنکرانی، عبدالله جوادی آملی، حسین نوری همدانی و سیدکاظم حائری از جمله کسانی هستند که قمه زنی را جایز نمی‌دانند.

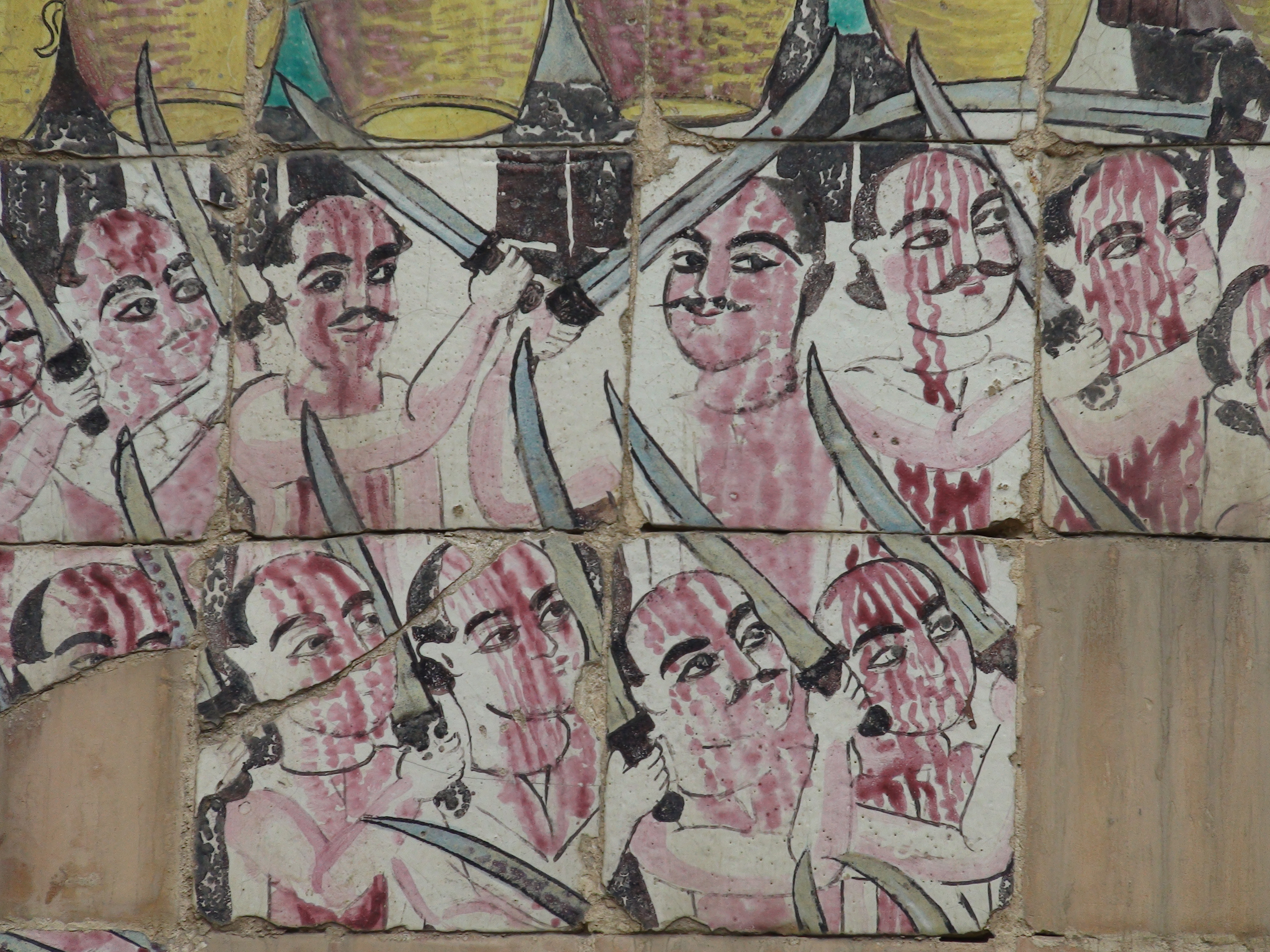
نگاره قمه‌زنی در کاشیکاری‌های تکیه معاون‌الملک

سید علی سیستانی تا به حال نظر رسمی اش دراین باره را اعلام نکرده است. اطرفیانش می‌گویند او در این مسئله نظر دارد ولی بنابر مصالحی ابراز نمی‌نماید. در اینگونه موارد مقلدینش باید به اعلم بعد او رجوع کنند.

## تاریخچه

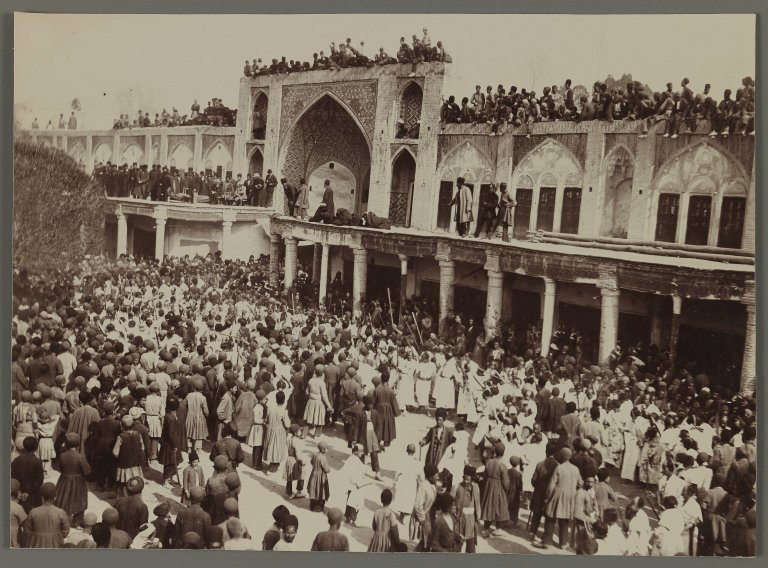
تصویر «قمه زنی محرم در ایران» از مجموعه موزه بروکلین. بین ۱۸۷۶ و ۱۹۳۳ میلادی

در مورد مکان پیدایش این عمل، روایات مختلفی مطرح است. اما منطقی‌ترین روایت این است که اینگونه عزاداری از اردبیل و ترک‌های آذربایجانی به سایر اقوام فارس و عرب و سایر بلاد منتقل شده است. این مراسم ریشه عربی ندارد. از لحاظ تاریخی نیز انجام این عمل در ایران پیش از صفویه رواج نداشته است و هم‌اکنون نیز کاملاً مشخص نیست این عمل چگونه وارد ایران شده است. قمه زنی در دوران قاجاریه گسترش بیشتری یافت. اما در دوران رضاشاه مخالفت‌های زیادی با این قضیه شد. نخستین تلاش‌ها از سوی دولتمردان ایرانی برای برانداختن قمه زنی، توسط امیرکبیر آغاز شد، او برای این کار فتوای امام جمعه تهران را نیز گرفت که گفته بود که این رسم مخالف شریعت است.
قمه زنی امروزه به مراسم عاشورا محدود نمانده است. حتی از عراق گزارش شده است که در مراسم سالگرد درگذشت پدر مقتدی صدر در عراق مراسم قمه زنی به پا شده است.

## نظرات مراجع تقلید شیعه
| #  | تصویر | نام                    | فتوا |
| -- | ----- | ---------------------- | --- |
| ۱  |       | سید روح‌الله خمینی      | اگر موجب ضرر نباشد مانعی ندارد                                                                                       |
| ۲  |       | سید ابوالقاسم خویی     | اگر موجب ضرر باشد جایز نیست                                                                                          |
| ۳  |       | محمدعلی اراکی          | اگر موجب ضرر نباشد جایز است                                                                                          |
| ۴  |       | سید محمدصادق روحانی    | جایز نیست |
| ۵  |       | سید علی سیستانی        | فتوایی صادر نکرده. به نظر دیگر مراجع ارجاع داده. احیای سنت‌های حسینی را مستحب می‌داند، اما نه آن‌هایی که بدن آسیب می‌زند |
| ۶  |       | سید علی خامنه‌ای        | حرام است |
| ۷  |       | ناصر مکارم شیرازی      | حرام است |
| ۸  |       | محمد فاضل لنکرانی      | حرام است |
| ۹  |       | عبدالله جوادی آملی     | حرام است |
| ۱۰ |       | محمدتقی بهجت           | حرام است |
| ۱۱ |       | حسین نوری همدانی       | حرام است |
| ۱۲ |       | حسین مظاهری            | حرام است چون ولی فقیه چنین اعلام کرده                                                                                |
| ۱۳ |       | سید کاظم حائری         | حرام است |
| ۱۴ |       | قربان‌علی محقق کابلی    | حرام است |
| ۱۵ |       | محمداسحاق فیاض         | جایز است اگر باعث ضرر به بدن نباشد                                                                                   |
| ۱۶ |       | سید محمدسعید حکیم      | مستحب است اگر موجب ضرر نباشد                                                                                         |
| ۱۷ |       | حسین وحید خراسانی      | ریختن خون در عزاداری اهل‌بیت جایز نیست                                                                                |
| ۱۸ |       | بشیر حسین نجفی         | جایز نیست |
| ۱۹ |       | شمس‌الدین واعظی         | جایز نیست |
| ۲۰ |       | لطف‌الله صافی گلپایگانی | جایز نیست |
| ۲۱ |       | میرزا جواد تبریزی      | مانعی دارد |

## مخالفت‌ها با قمه‌زنی در ایران

### سید محسن امین
او در کتاب خود «التنزیه الاعمال تشبیه» با استدلال و برهان فقهی می‌گوید انجام این عمل هیچ ثوابی ندارد و از نظر شرع حرام است. انتشار این کتاب موجی از مخالفت با وی را در سطح جامعه گسترانید، تا جایی که عده‌ای به مبارزه با وی پرداختند. تحریم قمه‌زنی و برخی دیگر از اشکال عزاداری با مخالفت شدید میرزای نائینی یکی از دو مرجع مهم ایرانیان مواجه شد اما دیگر مرجع تقلید مهم ایرانیان یعنی سید ابوالحسن اصفهانی به حمایت از سید محسن پرداخت.
یعنی «به کاربردن شمشیرها (=قمه‌زنی) و زنجیرها و طبل‌ها و بوق‌ها و کارهایی مانند این امور که امروزه در دسته‌های عزاداری و در روز عاشورا معمول است اگر ضرری داشته باشد همه حرام و غیرشرعی است» خود این فتوا هم درگیری‌های فراوانی را باعث گردید. از مهم‌ترین مراجعی که جانب نائینی را گرفته‌اند می‌توان به محمدحسین کاشف الغطاء، سید محسن حکیم، ابوالقاسم خویی، سید عبدالله شیرازی، شهاب‌الدین مرعشی نجفی، محمدعلی اراکی، مرتضی حائری یزدی، میرزا هاشم آملی، حسین وحید خراسانی، جواد تبریزی، سید محمد شیرازی، سید صادق شیرازی، سید صادق روحانی، سید محمد شاهرودی، سید محمد وحیدی، سید تقی قمی، سید حسن قمی، سید رضا صدر، سید مصطفی خوانساری و سید محمد حجت اشاره کرد.

### مطهری

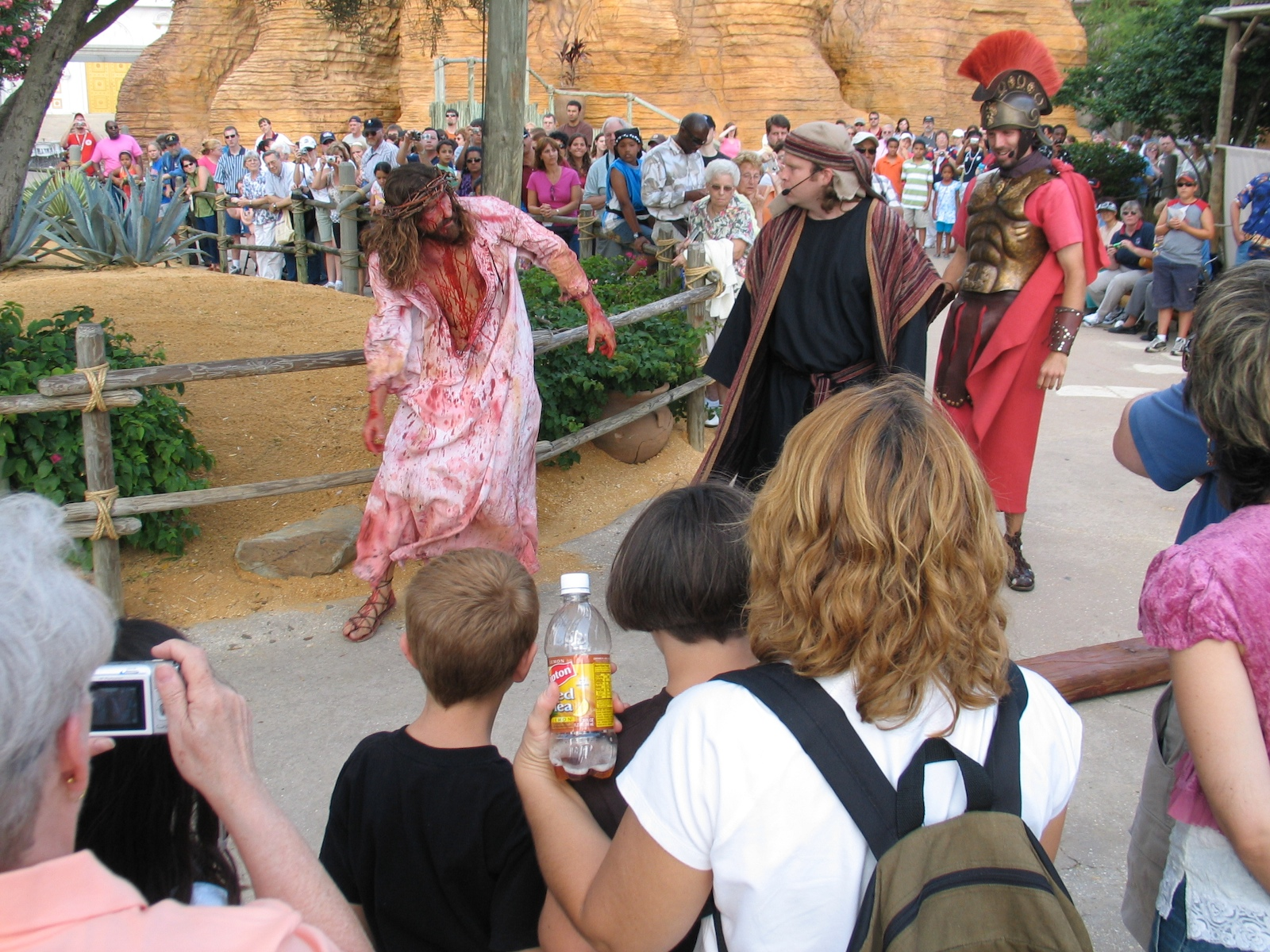
نمایش مصائب، یکی از نمایش‌های هفته مقدس مسیحیان، برخی معتقدند برخی مراسم عزاداری از مسیحیت وارد فرهنگ شیعیان شده است.

مرتضی مطهری در کتاب جاذبه و دافعه علی گفت: «قمه زنی و بلند کردن طبل و شیپور از ارتدکس‌های قفقاز به ایران سرایت کرد و چون روحیه مردم برای پذیرش آن آمادگی داشت همچون برق در همه جا دوید.»

### سیدعلی خامنه‌ای
سیدعلی خامنه‌ای در سخنرانی در کهگیلویه و بویر احمد در جمع روحانیون در ماه محرم ۱۷/۰۳/۱۳۷۳ این باره گفت:
من حقیقتاً هر چه فکر کردم دیدم نمی‌توانم این مطلب [قمه‌زدن] را که قطعاً یک خلاف و یک بدعت است به اطلاع مردم عزیزمان نرسانم. این کار را نکنند. بنده راضی نیستم. اگر کسی تظاهر به این معنا کند که بخواهد قمه بزند من قلباً از او ناراضی‌ام. این را من جداً عرض می‌کنم.

یک‌وقت بود در گوشه و کنار چند نفر دور هم جمع می‌شدند و دور از انظار عمومی مبادرت به قمه‌زنی می‌کردند و کارشان تظاهر، به این معنا که امروز هست، نبود. کسی هم به خوب و بد عملشان کار نداشت؛ چرا که در دایره محدودی انجام می‌شد. اما یک‌وقت بناست که چندهزار نفر ناگهان در خیابانی از خیابان‌های تهران یا قم یا شهرهای آذربایجان یا شهرهای خراسان ظاهر شوند و با قمه و شمشیر برسر خودشان ضربه واردکنند. این کار قطعاً خلاف است. امام حسین (علیه السلام) به این معنا راضی نیست. من نمی‌دانم کدام سلیقه‌ها و از کجا این بدعتهای عجیب و خلاف را وارد جوامع اسلامی و جامعه انقلابی ما می‌کنند.

## قمه‌زنی در ایران

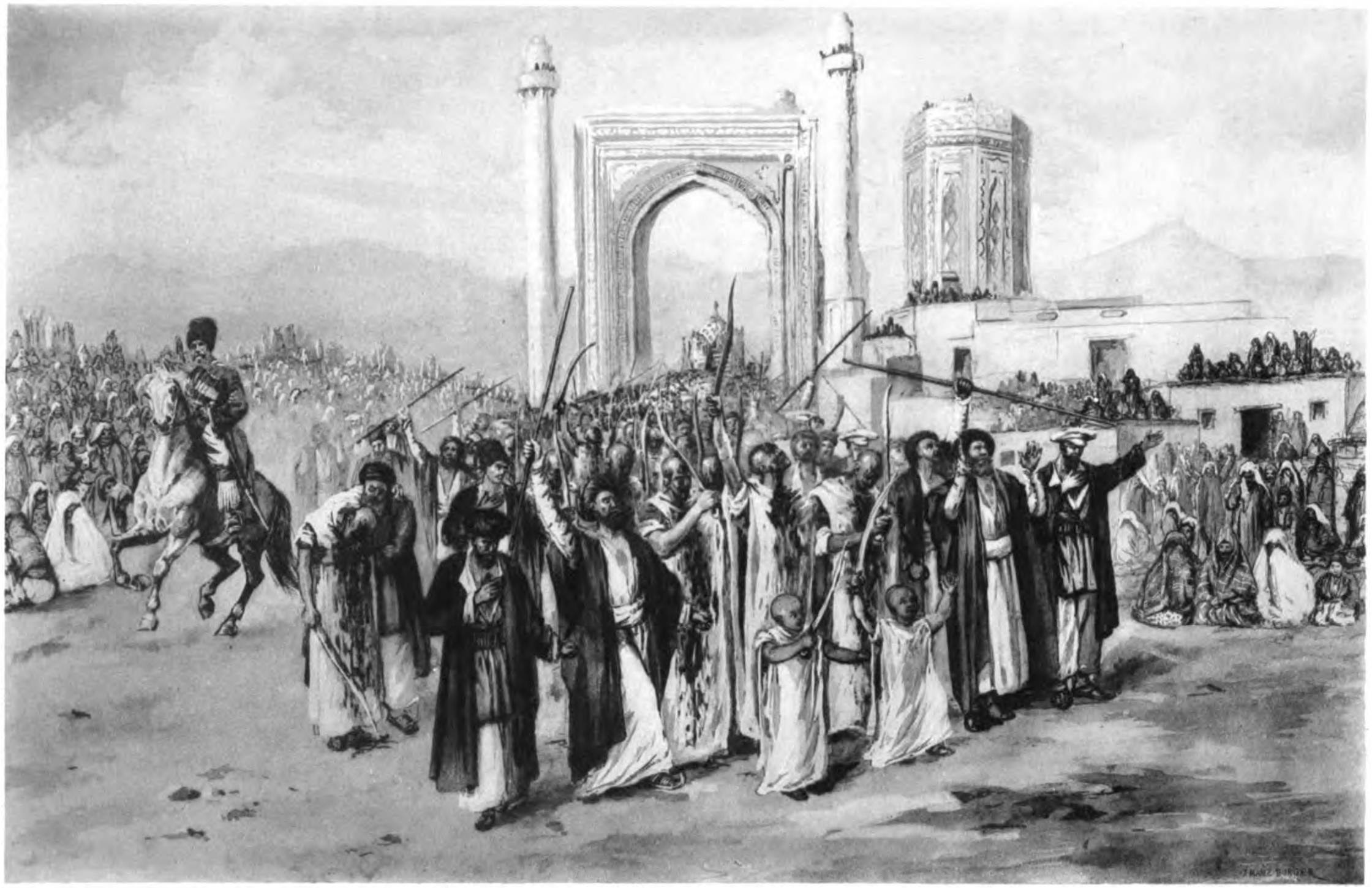
دسته قمه‌زنان در نخجوان در سال‌های پایانی سده نوزدهم (۱۸۹۷ میلادی) (برگرفته از کتاب «Vom Kaukasus zum Persischen Meerbusen»)

سیاست نظام جمهوری اسلامی در سال‌های اخیر بر جلوگیری از انجام مراسم قمه‌زنی بوده است. این سیاست گاه درگیری‌هایی را میان قمه‌زنان و نیروی انتظامی موجب شده است. در دی ماه ۱۳۸۷ در خمینی شهر به دلیل جلوگیری پلیس از قمه زنی، گروهی از قمه زنان با پلیس درگیر شدند و پس از پرتاب سنگ و کوکتل مولوتف به مأموران، به شهرداری این شهر حمله کردند. در درگیری بین مردم و پلیس سه نفر به ضرب گلوله زخمی شدند که یکی از آنها کشته شد. همچنین ۶۹ نفر از قمه زنان دستگیر و زندانی شدند.
همچنین در شهریور ۸۸ در شب سالمرگ علی بن ابی‌طالب، بیست و یکم ماه رمضان، گروهی از قمه زنان با نیروهای انتظامی درگیر شدند.

## نظر روان‌تروماشناسان
در پژوهشی که در میان ۲۰۰ دانشجوی ایرانی انجام شد، ۱۲٫۵ درصد آزمودنی‌ها گزارش کردند که قربانی حداقل یک مورد سوءاستفاده دینی شده‌اند. این موارد شامل دیدن خون حیوانات قربانی‌شده و قمه‌زنی بود. در این مقالهٔ علمی که در مجلهٔ خشونت‌های میان‌فردی در آمریکا چاپ شده است، نوبخت و داله به این نتیجه رسیده‌اند که قربانی سوءاستفادهٔ دینی و آیینی شدن، به‌طور کلی، و قمه‌زنی، به‌طور خاص، می‌تواند در ظهور اختلالات روانی مانند اختلالات گسستگی نقش عمده‌ای داشته باشد.

## سایر منتقدان قمه زنی
- محمدمهدی شمس‌الدین مرکزی به نام بانک خون را در نجف تأسیس کرد تا شیعیان در روز عاشورا به این مرکز مراجعه کرده و به جای قمه زنی، خون خود را به بیماران و کسانی که نیاز مبرمی به خون دارند، اهدا کنند.[۴۲][۴۳]